# 布魯塞爾條約 (1656年)
布魯塞爾條約為被流放的保王黨領袖英格蘭國王查理二世與西班牙國王費利佩四世簽訂的條約。該條約於1656年4月2日在西屬尼德蘭城市布魯塞爾簽訂，奧蒙德公爵與羅徹斯特伯爵代表英王簽字，西班牙則由前倫敦大使阿方索·德·卡德納斯代表簽字。

## 背景
流亡的保王黨人與法國王廷關係密切，但出於1655年法蘭西王國與英格蘭共和國所簽訂的盟約，保王黨人被迫離開法國並接受西班牙的支持。查理二世先將他的宮廷移至科隆接著在1656年3月遷至布魯塞爾。 一項協議在查理二世與費利佩四世之間擬成，該條約於舊曆1656年4月2日簽訂。奧蒙德公爵與羅徹斯特伯爵代表英王簽字，西班牙則由前倫敦大使阿方索·德·卡德納斯代表簽字。 費利佩在6月5日於馬德里確認該條約。

## 條約
為了西班牙軍隊在未來對其恢復王位可能的支持，查理同意為在法西戰爭中陷入困境的西班牙提供部隊，他也同意停止英格蘭在新大陸的殖民擴張行動並承諾幫助西班牙阻止葡萄牙獨立。

## 後果
1657年，英格蘭共和國與法蘭西王國簽訂《巴黎條約》，正式加強了法國－英國聯盟，而查理聯合的則是英格蘭的傳統敵人西班牙，這進一步減少了英格蘭民眾對他的支持。 大量保王黨人加入了查理的弟弟約克公爵指揮的部隊。 許多在法軍服役的愛爾蘭部隊也轉而加入約克公爵的部隊，希望他們能夠入侵英格蘭。但這個期望在1658年西班牙部隊於沙丘戰役中慘敗後隨之破滅。
1660年，查理在新模範軍指揮官喬治·蒙克的支持下恢復王位，由於他並非在西班牙的支持下恢復王位，查理宣布此條約無效並廢除。他隨後派軍支持葡萄牙獨立並繼續在北美擴張殖民地。

## 註腳
1. ↑  Macray (1876), p.109
2. ↑  Fraser (1980) p. 147 "... Charles secured permission to come to Brussels, the capital of the Spanish Netherlands, arriving there in March 1656."
3. ↑  Aubrey p.108
4. ↑  Macray (1876), p. 136 "Mardrid June 5 395. K. Philip of Spain (under his sign manual) to K. Charles. He received the letter from the latter dated at Brussels, 14 Apr., and also the proposed treaty, which he approves and ratifies."
5. ↑  Seel p. 92
6. ↑  Childs p. 2